# Dorra Mahfoudhi
Dorra Mahfoudhi (in arabo درة محفوظي‎?; 7 agosto 1993) è un'astista tunisina.

## Record nazionali
- Salto con l'asta: 4,31 m ( Rabat, 27 agosto 2019)

## Palmarès
| Anno | Manifestazione                    | Sede         | Evento           | Risultato | Prestazione | Note                                 |
| ---- | --------------------------------- | ------------ | ---------------- | --------- | ----------- | ------------------------------------ |
| 2010 | Giochi olimpici giovanili         | Singapore    | Salto con l'asta | 12ª       | 3,45 m      |                                      |
| 2011 | Campionati africani juniores      | Gaborone     | Salto con l'asta | Oro       | 3,40 m      |                                      |
| 2011 | Giochi panafricani                | Maputo       | Salto con l'asta | Oro       | 3,60 m      |                                      |
| 2011 | Giochi panarabi                   | Doha         | Salto con l'asta | Argento   | 3,65 m      |                                      |
| 2012 | Campionati arabi juniores         | Amman        | Salto con l'asta | Oro       | 3,55 m      |                                      |
| 2012 | Campionati africani               | Porto-Novo   | Salto con l'asta | Bronzo    | 3,40 m      |                                      |
| 2013 | Campionati arabi                  | Doha         | Salto con l'asta | Bronzo    | 3,60 m      |                                      |
| 2013 | Giochi della solidarietà islamica | Palembang    | Salto con l'asta | 4ª        | 3,65 m      |                                      |
| 2014 | Campionati africani               | Marrakech    | Salto con l'asta | Bronzo    | 3,70 m      |                                      |
| 2015 | Giochi panafricani                | Brazzaville  | Salto con l'asta | Argento   | 4,10 m      |                                      |
| 2016 | Campionati africani               | Durban       | Salto con l'asta | Argento   | 3,80 m      |                                      |
| 2017 | Campionati arabi                  | Radès        | Salto con l'asta | Oro       | 4,15 m      |                                      |
| 2018 | Giochi del Mediterraneo           | Tarragona    | Salto con l'asta | 6ª        | 4,11 m      |                                      |
| 2018 | Campionati africani               | Asaba        | Salto con l'asta | Oro       | 4,10 m      |                                      |
| 2019 | Campionati arabi                  | Il Cairo     | Salto con l'asta | Oro       | 4,00 m      |                                      |
| 2019 | Giochi panafricani                | Rabat        | Salto con l'asta | Oro       | 4,31 m      | Record dei Giochi · Record nazionale |
| 2022 | Campionati africani               | Saint Pierre | Salto con l'asta | Argento   | 3,70 m      |                                      |
| 2024 | Giochi panafricani                | Accra        | Salto con l'asta | Argento   | 3,70 m      |                                      |
| 2024 | Campionati africani               | Douala       | Salto con l'asta | Argento   | 3,90 m      |                                      |

## Altre competizioni internazionali
2018
- 6ª in Coppa continentale ( Ostrava) - salto con l'asta - 4,00